# Anafor
Anafor (från grekiskans anaphérō, "jag upprepar") är en stilfigur där talaren upprepar ett eller flera ord i början av flera meningar eller satser. Figuren är en repetition och heter på latin "repetitio". Den är en av stilfigurerna inom elocutio i Partesmodellen.
 
Stilfigurer används för att ”smycka” språket och delas in i två huvudgrupper: troper och figurer. Figurer i sig delas in i bland annat satsfigurer (för grammatiska mönster), ordfigurer (för mönster ifråga om hela ord eller uttryck) och tankefigurer (för tanke- eller innehållsmässiga mönster). Anafor ligger under gruppen ordfigur, vilket innebär att det handlar om hela ord eller uttryck. En ordfigur som består i upprepning av minst ett ord i början av flera följande satser eller rader, vare sig dessa följer likartade eller olikartade tankar.
”Er är förtjänsten för detta, er skall vi visa vår tacksamhet, er kommer denna handling att lända till heder.” Eller ”Scorpio utplånade Numantia, Scorpio förstörde Karthago, Scorpio skapade fred, Scorpio räddade staten.” Likaså: ”Du vågar visa dig på Forum? Du vågar möta dagsljuset? Du vågar framträda inför dessa män? Dristar du dig att tala? Dristar du dig att begära något av dem? Dristar du dig att bönfälla om att slippa straff? Vad kan du säga till ditt försvar? Vad för slags eftergifter menar du att man måste göra? Har du inte brutit den ed du svurit? Har du inte förrått dina vänner? Har du inte burit hand på din far? Har du inte kort sagt sölat ner dig med all tänkbar vanära?”  
Med hjälp av anaforerna förskönas talet och får en allvarlig ton med mycket kraft. Det fungerar alltså både för att smycka språket, elocutio, samt att ge ett tal styrka. Stilfigurer som innebär repetition går under gruppen parallellismer. Anaforen förekommer ibland i religiösa eller kvasireligiösa sammanhang då den har en förmåga att ge texten en högtidlig känsla. Även inom politiken kan anaforen vara ett bra redskap att ta till för att ge ett extatiskt intryck tack vare den strukturella och väldisponerade effekten. De används oftast vid hög stil då den höga stilen främst utmärks av ett smyckat språk med många troper och figurer. 
Ornament, anafor och klimax, framförallt tillsammans, är några av flera figurer som används för att skapa känslor och ge en upphöjd och till och med sublim effekt. Därför är anafor perfekt för en exalterad predikant och en eldig politiker.
”Du gamla, du fria, du fjällhöga nord. Du tysta, du glädjerika sköna.”

## Exempel
- We shall not flag or fail. We shall go on to the end. We shall fight in France, we shall fight... Winston Churchill, 4 juni 1940

- I have a dream that one day this nation... I have a dream that one day on the red hills of Georgia... I have a dream that one day even the state of Mississippi... I have a dream today... Martin Luther King, 28 augusti 1963

- "Jag tycker om fågelsången", sa han. "Jag tycker om musiken från mina silverpopplar. Men mest tycker jag om att höra min son skratta i rosengården." Astrid Lindgren i Mio, min Mio, 1954

- När jag sade att vi[...] När jag sade att välfärden[...] När jag talar om[...] Göran Persson 9 oktober 1996 (sammanhang)

- Och dit kom folket från varven, från SKF och från Volvo. Och dit kom folket från Hisingen och bostadsområdena runtom Göteborg. Och vi såg varandra i ögonen. Och vi tryckte varandras händer och vi sa: "Vi tar det, vi ska segra!" Olof Palme, 1976 (sammanhang)